# Liga Światowa w Piłce Siatkowej 2008 (składy)

## Grupa A

### Brazylia
Trener: Bernardo Rezende, II trener: Ricardo Tabach
Skład: 1.Bruno Rezende, 2.Marcelo, 3.Éder Carbonera, 4.André Heller, 5.Sidnei dos Santos Junior, 6. Samuel Fuchs, 7.Giba, 8. Murilo, 9.André, 10.Sérgio, 11.Anderson, 12.Nalbert Bitencourt, 13.Gustavo, 14.Rodrigão, 15.Manius Abbadi, 16.Lucas Saatkamp, 17.Marlon Yared, 18.Dante, 19.Alan Barbosa Domingos

### Francja
Trener: Philippe Blain, II trener: Olivier Lecat
Skład: 1.Yannick Bazin, 2.Bojidar Slavev, 3.Gérald Hardy-Dessources, 4.Antonin Rouzier, 5.Romain Vadeleux, 6.Jean-Philippe Sol, 7.Stéphane Antiga, 8.Marien Moreau, 9.Guillaume Samica, 10.Stéphane Tolar, 11.Loïc Le Marrec, 12.Nicolas Marechal, 13.Pierre Pujol, 14.Loic Geiler, 15.Samuel Tuia, 16.Emmanuel Ragondet, 17.Gary Gendrey, 18.Jean-François Exiga, 19.Édouard Rowlandson

### Serbia
Trener: Igor Kolaković, II trener: Željko Bulatović
Skład: 1.Nikola Kovačević, 2.Dejan Bojović, 3.Novica Bjelica, 4.Bojan Janić, 5.Vlado Petković, 6.Konstantin Čupković, 7.Dragan Stanković, 8.Marko Samardžić, 9.Nikola Grbić, 10.Miloš Nikić, 11.Mihajlo Mitić, 12.Andrija Gerić, 13.Tomislav Dokić, 14.Ivan Miljković, 15.Saša Starović, 16.Nemanja Petrić, 17.Dejan Radić, 18.Marko Podraščanin, 19.Nikola Rosić

### Wenezuela
Trener: Ricardo Navajas, II trener: Carlos Almeida
Skład: 1.Ismel Ramos, 2.Deivi Yustiz, 3.Pedro Siso, 4.Joel Silva, 5.Rodman Valera, 6.Carlos Luna, 7.Luis Diaz, 8.Andy Rojas, 9.Francisco Soteldo, 10.Ronald Mendez, 11.Ernardo Gómez, 12.Carlos Tejeda, 13.Iván Márquez, 14.Thomas Ereu, 15.Gustavo Valderrama, 16.Jorge Silva, 17.Juan Carlos Blanco, 18.Fredy Cedeno

## Grupa B

### Korea Południowa
Trener: Yoo Jung-tak, II trener: Seo Nam-won
Skład: 1.Chang Kwang-kyun, 2.Park Sang-ha, 3.Kwon Young-min, 4.Moon Sung-min, 5.Yeo Oh-hyun, 6.Choi Tae-woong, 7.Ko Hee-jin, 8.Ha Hyun-yong, 9.Shin Young-soo, 10.Yun Bong-woo, 11.Lee Kyung-soo, 12.Park Jun-bum, 13.Ko He-jin, 14.Kim Yo-han, 15.Joo Sang-yong, 16.Song Byung-il, 17.Ha Kyoung-min, 18.Shin Yung-suk, 19.Choi Bu-sik

### Kuba
Trener: Orlando Samuel Blackwood, II trener: Idalberto Valdez Pedro
Skład: 1.Wilfredo León Venero, 2.Lian Sem Estrada Jova, 3.Gustavo Alvarez Leyva, 4.Joandry Leal Hidalgo, 5.Miguel A. Dalmau, 6.Keibir Gutiérrez Torres, 7.Osmany Camejo Durruty, 8.Rodriguez Pedro Ruiz, 9.Rolando Cepeda Abreu, 10.Rolando Jurquin Despaigne, 11.Yadier Sánchez Sierra, 12.Henry Bell Cisnero, 13.Roberlandy Simón Aties, 14.Raydel Hierrezuelo Aguirre, 15.Oreol Camejo, 16.Raydel Corrales Pouto, 17.Odelvis Dominico Speek, 18.Darien Ferrer Delis, 19.Fernandez Pedro Lopez

### Rosja
Trener: Władimir Alekno, II trener: Camillo Placi
Skład: 1.Aleksandr Korniejew, 2.Siemion Połtawski, 3.Aleksandr Kosariew, 4.Pawieł Krugłow, 5.Pawieł Abramow, 6.Siergiej Grankin, 7.Aleksiej Czieriemisin, 8.Siergiej Tietiuchin, 9.Wadim Chamutckich, 10.Jurij Bierieżko, 11.Oleg Samsonyczew, 12.Dmitrij Krasikow, 13.Aleksiej Ostapienko, 14.Andriej Jegorczew, 15.Aleksandr Wołkow, 16.Aleksiej Wierbow, 17.Maksim Michajłow, 18.Aleksiej Kuleszow, 19.Aleksandr Janutow

### Włochy
Trener: Andrea Anastasi, II trener: Andrea Gardini
Skład: 1.Luigi Mastrangelo, 2.Dore Della Lunga, 3.Mauro Gavotto, 4.Loris Mania, 5. Valerio Vermiglio, 6.Marco Meoni, 7.Alessandro Paparoni, 8.Alberto Cisolla, 9.Matteo Martino, 10.Luca Tencati, 11.Hristo Zlatanov, 12.Mirko Corsano, 13.Lorenzo Perazzolo, 14.Alessandro Fei, 15.Emanuele Birarelli, 16.Vigor Bovolenta, 17.Andrea Sala, 18.Cristian Casoli, 19.Dragan Travica

## Grupa C

### Bułgaria
Trener: Martin Stoew, II trener: Władisłav Todorow
Skład: 1.Ewgeni Iwanow, 2.Christo Cwetanow, 3.Andrej Żekow, 4.Bojan Jordanow, 5.Krasimir Gajdarski, 6.Matej Kazijski, 7.Nikołaj Nikołow, 8.Iwan Stanew, 9.Metodi Ananiew, 10.Danaił Miłuszew, 11.Władimir Nikołow, 12.Teodor Bogdanow, 13.Teodor Sałparow, 14.Kostadin Stojkow, 15.Todor Aleksiew, 16.Martin Panew, 17.Płamen Konstantinow, 18.Iwan Zarew, 19.Cwetan Sokołow

### Finlandia
Trener: Mauro Berruto, II trener: Andrea Brogioni
Skład: 1.Jarmo Kaaretkoski, 2.Joni Markkula, 3.Mikko Esko, 4.Olli-Pekka Ojansivu, 5.Antti Siltala, 6.Henri Rajala, 7.Matti Hietanen, 8.Simo-Pekka Olli, 9.Kalle Määttä, 10.Toni Kankaanpää, 11.Henri Tuomi, 12.Olli Kunnari, 13.Mikko Oivanen, 14.Konstantin Shumov, 15.Matti Oivanen, 16.Urpo Sivula, 17.Tuukka Anttila, 18.Jukka Lehtonen, 19.Pasi Hyvärinen

### Hiszpania
Trener: Marcelo Méndez, II trener: Tomás Álvarez
Skład: 1.Guillermo Falasca, 2.Ibán Pérez, 3.Gustavo Delgado, 4.Manuel Sevillano, 5.Francisco José Rodríguez, 6.Alfonso Flores, 7.Guillermo Hernán, 8.Alberto Salas, 9.Alexis Valido, 10.Miguel Ángel Falasca, 11.Javier Subiela, 12.Daniel Ruaz, 13.Juan Carlos Barcala, 14.José Luis Moltó, 15.Luis Pedro Suela, 16.Julián García-Torres, 17.Enrique De La Fuente, 18.Israel Rodríguez, 19.Juan Contreras

### USA
Trener: Hugh McCutcheon, II trener: Ronald Larsen
Skład: 1.Lloy Ball, 2.Sean Rooney, 3.Evan Patak, 4.David Lee, 5.Richard Lambourne, 6.Phillip Eatherton, 7.Donald Suxho, 8.William Priddy, 9.Ryan Millar, 10.Riley Salmon, 11.Brook Billings, 12.Thomas Hoff, 13.Clayton Stanley, 14.Kevin Hansen, 15.Gabriel Gardner, 16.Richard Brandon Taliaferro, 17.Delano Thomas, 18.Scott Touzinsky, 19.Alfred Reft

## Grupa D

### Chiny
Trener: Zhou Jian’an, II trener: Xie Guochen
Skład: 1.Bian Hongmin, 2.Ji Zhe, 3.Ma Ming, 4.Yuan Zhi, 5.Guo Peng, 6.Shi Hairong, 7.Zhong Weijun, 8.Cui Jianjun, 9.Jiao Shuai, 10.Li Chun, 11.Yu Dawei, 12.Shen Qiong, 13.Jiang Kun, 14.Jiang Fudong, 15.Yang Yaning, 16.Ren Qi, 17.Sui Shengsheng, 18.Feng Yingchao, 19.Xie Wenhao

### Egipt
Trener: Ahmed Zakaria, II trener: Hany Meselhy
Skład: 1.Hamdy Awad, 2.Abdalla Ahmed, 3.Mohamed Gabal, 4.Ahmed Abd Elnaeim, 5.Abdel Latif Ahmed, 6.Wael Al Aydy, 7.Ashraf Abouelhassan, 8.Saleh Youssef, 9.Mohamed El Mahdy, 10.Ahmed Afifi, 11.Mohamed Elnafrawy, 12.Mahmoud Ismail, 13.Mohamed Badawy, 14.Hossam Shaarawy, 15.Ahmed Abdel Fattah, 16.Mohamed Seif Elnasr, 17.Mahmoud Abdelkader, 18.Mohamed El Daabousi, 19.Mohamed Meawad

### Japonia
Trener: Tatsuya Ueta, II trener: Hideyuki Otake
Skład: 1.Hisashi Aizawa, 2.Yūichirō Sakamoto, 3.Takeshi Kitajima, 4.Kyohei Shibata, 5.Daisuke Usami, 6.Masayuki Iwata, 7.Takahiro Yamamoto, 8.Masaji Ogino, 9.Takaaki Tomimatsu, 10.Ko Tanimura, 11.Yoshihiko Matsumoto, 12.Kota Yamamura, 13.Kunihiro Shimizu, 14.Tatsuya Fukuzawa, 15.Katsutoshi Tsumagari, 16.Yusuke Ishijima, 17.Yū Koshikawa, 18.Kosuke Tomonaga, 19.Daisuke Sakai

### Polska
Trener: Raúl Lozano, II trener: Alojzy Świderek
Skład: 1.Piotr Nowakowski, 2.Michał Winiarski, 3.Piotr Gruszka, 4.Daniel Pliński, 5.Paweł Zagumny, 6.Bartosz Kurek, 7.Wojciech Grzyb, 8.Marcin Wika, 9.Łukasz Żygadło, 10.Mariusz Wlazły, 11.Łukasz Kadziewicz, 12.Paweł Woicki, 13.Sebastian Świderski, 14.Krzysztof Gierczyński, 15.Piotr Gacek, 16.Krzysztof Ignaczak, 17.Michał Bąkiewicz, 18.Marcin Możdżonek, 19.Zbigniew Bartman